# Baixàs
Baixàs ([bə'ʃas], Baixas en francès) és un poble de 2.579 habitants, cap de la comuna del mateix nom, de la comarca del Rosselló, a la Catalunya del Nord.
És car com lo retaule de Baixàs (dit de quelcom molt car. Al·lusió al gran retaule de Baixàs de Louis Generès que costà car al vilatge entre 1671 i 1676).

## Etimologia
Tal com estableix Joan Coromines en el seu Onomasticon Cataloniae, Baixàs és un dels topònims derivats d'un nom propi romà, Bassius o Bassus, convertit en adjectiu en -anum, *Basssianos (si bé en aquest cas en plural: -anos), indicador d'un mas fruit de la colonització romana. A més, en el cas de Baixàs es manifesta la caiguda de la -n- final (el resultat de l'evolució seria Baixans), com és característic en mots com aquest en rossellonès.
Apareix escrit Bexas en un document del 988, però hi ha Bexans en un altre del 988, i Bexans (dos exemples) i Baixans el 1146, Bessans el 1151, Bexans el 1154, i Baixas eel 1313 (OnomCat II: 313a, i Repertori toponímic de Pere Ponsich, 1980, 27), que suggereix que Bexas del 988 deu ser degut a l'oblit del pal de la nasal per part de l'escriba.

## Geografia

Situació de la comuna de Baixàs en el Rosselló

### Localització i característiques generals del terme
La comuna de Baixàs, de 189.100 hectàrees d'extensió, és situada a la comarca del Riberal de la Tet, a l'esquerra de la Tet, però ja a cavall de la conca de l'Aglí i en els vessants meridional i oriental de la Serra de Pena.
El relleu no és accidentat, però forma un pendís des dels 328 metres al Roc Redó, situat al nord-oest del terme zona en la qual sobresurten de forma abrupta les roques calcàries que formen la falla que fa de límit nord-occidental de la plana rossellonesa. A part del Puig Domena, a la zona nord-oest del terme hi ha el Serrat de Cabrafiga i el Serrat de la Pietat, a més d'alguns turons aïllats cap dels quals supera els 150 m alt. Hi ha jaciments de calç i pedreres de marbre blau i blanc, anomenat marbre de Baixàs. En aquest sector es forma una vall que acull, ben arrecerada, l'ermita de Santa Caterina.
D'aquestes muntanyes baixen torrents tant cap al vessant de l'Aglí, al nord, com al de la Tet, a l'est i al sud. El poble de Baixàs és a 73,9 m alt, i el punt més baix de tot el terme, a 49,8 m alt, a l'extrem central-oriental, en el lloc on surt del terme de Baixàs per a entrar en el de Paretstortes el Còrrec del Cornet, anomenat Còrrec dels Avencs a Paretstortes.
Termes municipals limítrofs:
| Cases de Pena         |     | Espirà de l'Aglí         |
| Calce                 |     | Paretstortes             |
| Vilanova de la Ribera | Baó | Sant Esteve del Monestir |

### El poble de Baixàs

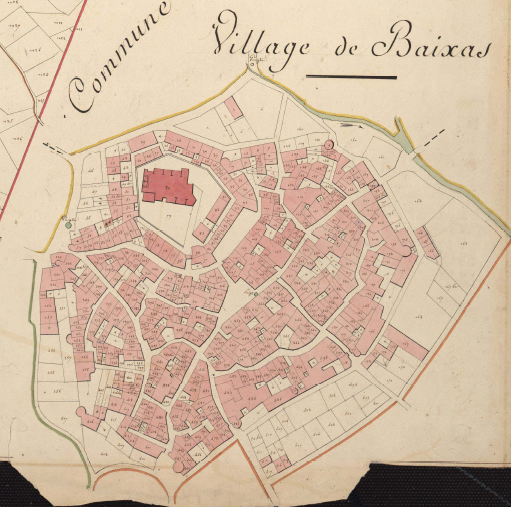
Baixàs en el Cadastre napoleònic del 1812 (Arxius Departamentals dels Pirineus Orientals)

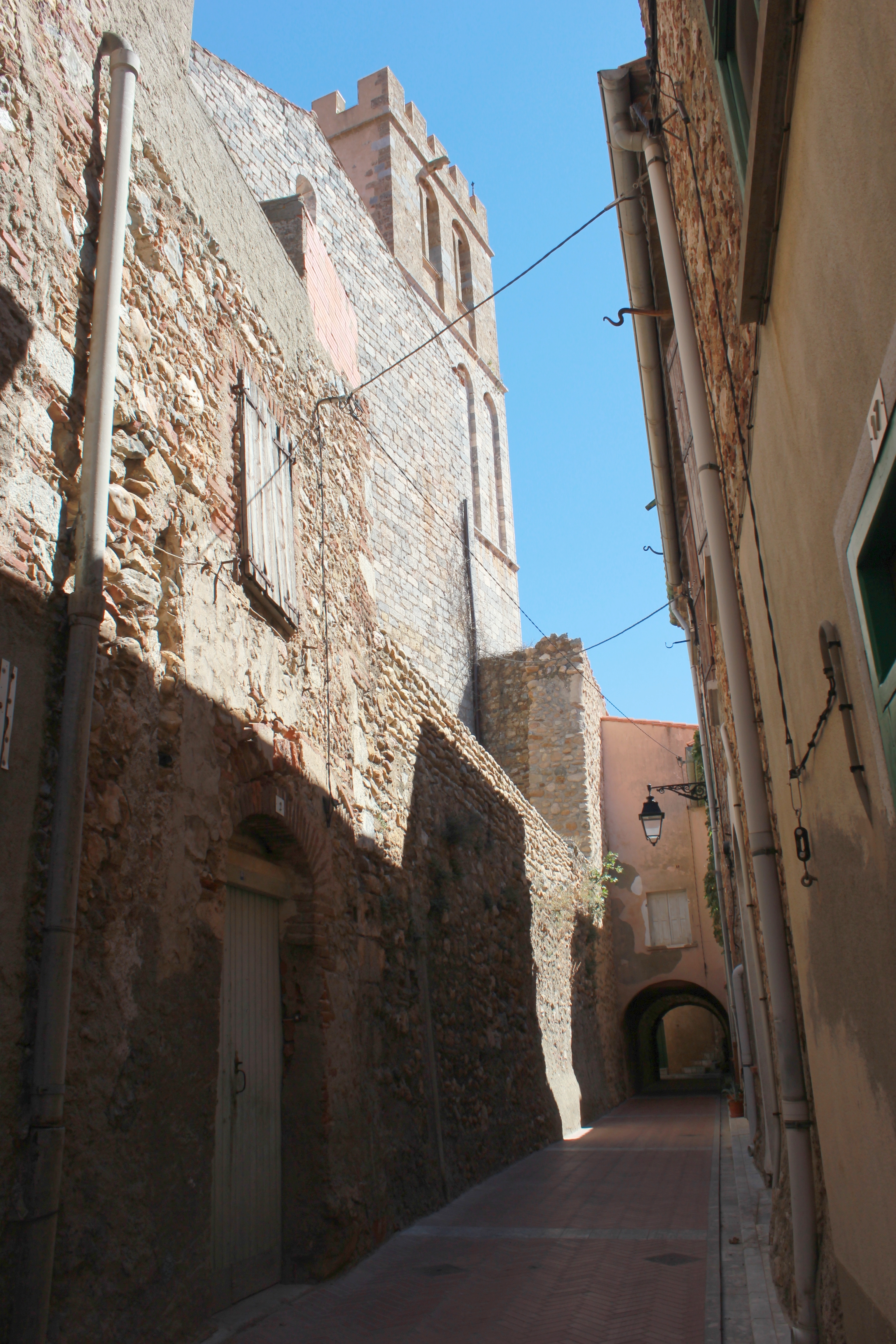
Un carrer del poble vell

Baixàs està situat en un punt estratègic al peu de la Serra de Pena i al mig de la plana que fa de divisòria d'aigües entre la Tet i l'Aglí. Per la seva privilegiada situació no és d'estranyar el recinte fortificat que protegia el poble a partir del segle xiii. El poble nasqué d'una cellera, que actualment rep el nom dels Envans, al voltant de l'església de Sant Esteve, més tard dedicada a Santa Maria, i el seu cementiri, encara perfectament reconeixedor a l'entramat urbà del poble. Tenia una forma aproximadament circular.
A partir de la cellera primigènia, el poble cresqué i al segle xiii i fou construïda una muralla més àmplia, que acollia tota l'extensió d'un poble que havia assolit un creixement notable, amb l'aparició de barris ja formats a l'edat mitjana, com la Baixada, el Camí de la Mar, el Carrer de les Cebes i el Carrer del Molí de l'Oli. Envolten el recinte medieval del poble sis portes: la Porta de Narbona, la de Nostra Senyora, la de Pamiers, la de Sant Josep, el Portal de l'Era i la Porta Roja.
En temps contemporanis, Baixàs ha continuat creixent per la plana del seu entorn, de manera que avui dia és un poble amb una trama urbana bastant extensa. Hi destaca la urbanització de les Templiers.

### Santa Caterina
Està situada a cosa d'un quilòmetre al nord-oest del poble. L'ermita de Santa Caterina és un edifici senzill, d'una sola nau, emblanquinat de tal manera que no se'n poden apreciar gaires elements constructius. Apareix citada al segle xv, el 1401: capella Bte Catherine de la Heremita, alias des Cannils.

### Els masos del terme
Les característiques geogràfiques del terme de Baixàs fan que no sigui dels pobles amb més quantitat de construccions aïllades, algunes de les quals, a més, són en ruïnes. Així, s'hi troben les Barraques del Marbre, tres construccions anomenades senzillament el Casot, el Casot de l'Oriol, el Casot d'en Connes, el Casot d'en Joanot, el Casot d'Enric Petit, el Casot d'en Sanac, els Casots d'en Frigolà, l'Embarrada, o Cortal de l'Embarrada, els Forns de la Calç, el Forn d'Andreu, el Mas d'en Gaumes, o de l'Elies Gaumes, el Pou de Glaç, la Teuleria, les Torres de la Carrerada i l'Usina, o l'Usina Elèctrica de l'EDF. Algunes construccions són ja desaparegudes, i el topònim ha esdevingut antic, sense ús, com la Barraca d'en Panxa, o d'en Bonsoms, i d'altres són en ruïnes, com el Casot d'en Brial, el Casot d'en Patruix, el Mas de la Garriga, el Mas d'en Burgès, abans Mas d'en Joan Valls, el Mas d'en Mandaço, abans Mas d'en Connes, el Mas de Sant Galdric i el Molí del Vent.
En els entorns immediats del poble hi ha, a més, la cava cooperativa La Baixanenca, el Cementiri amb la seva capella, la Cava Cooperativa dels Vinyaters de Baixàs, l'Espace Catalogne, a l'antiga Usina Garriga. També hi ha diverses creus: la Creu del Camí de Pena, la de la Ruta de Pesillà i la Creueta, ara desapareguda. Cal destacar també tres ponts: el Pont de la Coma de la Mort, el de la Ruta de Pesillà i el del Camí del Clavell.

### Hidrografia
En no ser un terme de la plana del Riberal, Baixàs no té recs ni agulles d'irrigació o de drenatge. Un dels seus torrents, l'Agulla de les Ribes del Carner, rep el nom d'agulla, però no ho és, vertaderament. La part meridional del terme de Baixàs s'inclina cap a la Tet, i hi aflueixen els còrrecs que vertebren aquell sector de terme: els dos còrrecs de l'Om, que davallen cap a Baó i la Tet, i que recull les aigües dels còrrecs de la Barraca de la Bruixa, del Prat i de Pedra Negra, que provenen del terme veí de Calce, els dos còrrecs anomenats de l'Om i el de la Coma d'en Flors. A llevant d'aquesta vall hi ha les capçaleres de dues petites valls que davallen cap al terme veí de Sant Esteve del Monestir, on tenen la major part del seu curs; són el Còrrec del Clavell, el del Mas d'en Burgès, el del Clavell Baix i el del Murterar.
Al nord d'aquests cursos d'aigua hi ha la petita vall del Còrrec del Gorg del Morter, amb el de la Coma de la Mort, el del Camí de Baó, i el dels Clots, que entra en el terme veí de Paretstortes i se'n va cap a l'Aglí. Més al nord, i formant la vall centra del terme, on es troba el poble de Baixàs, es troben dos còrrecs que s'uneixen dins del poble: més al sud, el Còrrec de les Sitges, que reuneix els còrrecs de les Ribes del Carner, l'Agulla de les Ribes del Carner, el Còrrec de les Escomelles (n'hi ha dos), el de la Coma de l'Olla, el del Crest Petit, el del Sobiràs, el del Turc i el de Cabrafiga. Més al nord, el Còrrec o Canal de l'Aigüera, el de la Coma, el de les Comes, el del Pla de la Vila, el d'Amaga la Dona i el de les Ribes. A l'extrem est del poble s'hi ajunta també el Còrrec de la Creueta, amb els dels Estorrills i el de les Eres.
Al sector septentrional del terme hi ha les capçaleres d'alguns còrrecs que deriven cap al nord o nord-est, entrant en el terme de Cases de Pena i de Paretstortes: A l'extrem nord, els còrrecs de Coma Pregon i de la Cressa; a llevant seu, el Còrrec de Papalauca, i a l'extrem nord-est del terme de Baixàs, el Còrrec dels Avencs o del Cornet.
Hi ha una font destacada, en aquest terme: la Font del'Aigüera, així com el Pou de la Baixada, el Pou dels Horts i el Pou Nou. Hi ha també els gorgs així anomenats: els Gorgs, i tot de guals per superar els cursos d'aigua més importants: el Passallís de la Travessa de Peirestortes, el Passallís del Camí de Cornellà, el Passallís del Camí de les Franqueses, el Passallís del Camí de l'Om, el Passallís del Camí dels Clots, el Passallís de l'Om, el Passallís de Torre Llunes i el Passallís de Vermassac.

### Orografia
Alguns dels topònims indiquen formes de relleu, com boscs: Bosc Comunal de Baixàs; clots i clotes: la Clota, els Clots, els Clots d'en Joanot; comes: la Coma, Coma de Bri, Coma de la Mort, Coma de l'Olla, Coma de l'Olla Alta, Coma d'en Flaçà, Coma Pregon, les Comes, les Escomelles, o la Comella; costes: la Costa; coves: Cova d'Amaga la Dona; planes: el Pla de la Vila, la Plana, la Plana del Camí de Baó i la Plana del Camí de Calce; muntanyes: Puig Domena; serres i serrats: Serrat de Cabrafiga, Serrat de la Pietat, Serrat del Jutge, Serrat dels Escocells, Serrat d'en Cabot (nom antic, ara en desús), Serrat d'en Permi

### El terme comunal
Les principals partides i indrets destacats del terme comunal de Baixàs són les següents: l'Arbre Blanc, els Alous, Amaga la Dona, les Arenes, l'Artiller, els Atzavares, la Barrera, la Bassa, la Borda, el Cabot, Cabrafiga, Camí de Baó, Camí de Calce, Camí de les Comes, Camí de Peirestortes, Camí de Pena, Camí d'Espirà, Camí de Vilanova, el Camí Ral, el Camp del Rei, el Carner, la Carrerada, la Carrière (Pedrera) del Quinto, o d'en Frigolà, el Clavell, el Clavell Baix, Conills, antigament Cannills, el Cornet, les Cotives, la Cressa, el Crest de Roc Rodon, el Crest Petit, la Creueta, l'Era, l'Esperança, les Espereres, l'Estanyol, els Estorrils, la Font de l'Alguera, el Fornàs, el Forn d'en Godina, o Gordina, els Forns, la Fossa, les Franqueses, la Gallina, el Ginestar, el Gorg del Morter, les Guardioles, l'Home Mort, els Manglaners, el Marbre (pedrera i indret), el Mas de la Garriga, el Mas d'en Burgès, el Mas d'en Gaumes, el Mas d'en Permí, el Molí de Vent, el Murterar, l'Oliu, l'Om, Papalauca, el Peirer Comunal, el Peiró, la Platana, el Pou de Glaç, o d'en Gas, el Prat, el Quintot, les Ribes del Carner, les Ribes dels Alous, Santa Caterina, les Sitges, el Sobiràs, Sol a Graner, les Terres Blanques, Torre Llunes, el Turc i Vermassac. Alguns són ja noms antics, actualment en desús, com el Camp d'en Bobó, el Camp d'en Ferrer, la Vinya d'en Bonjous, la Vinya d'en Bonsoms, la Vinya d'en Canavelles, la Vinya d'en Morat i la Vinya d'en Talairac.
Hi ha diversos senyals termenal, quatre d'anomenats el Piló (un al Camí de les Franqueses, un altre al Mas de la Fam, un altre al camí de Paretstortes, un altre al Clavell Baix), el Piló d'Amaga la Dona, el de Coma Pregon, el del Clavell, el del Cornet, el del Fornàs, el del Mas d'en Burgès, el dels Alous, el del Serrat de Cabrafiga, el del Serrat dels Aristes, el d'en Bobó, dos d'anomenats el Piló Roig, i els Pilons del Crest Petit, el Roc de la Barraca d'en Panxa, la Terma, la Termenera de la Coma d'en Flors, la Termenera del Camí de Calce, la Termenera del Camí de Vilanova, la Termenera del Camp d'en Ferrer, la Termenera del Pic dels Escocells, la Termenera del Roc del Pas de l'Escala, la Termenera, o Piló, dels Alous, la Termenera del Serrat dels Escocells, la Termenera del Serrat d'en Permí, la Termenera de la Vinya d'en Bonsoms, la Termenera de la Vinya d'en Canavelles, la Termenera de la Vinya d'en Morat, la Termenera de la Vinya d'en Talairac (els cinc darrers, noms antics, ara ja en desús), la Termenera d'en Cabot i l'Ullastre.

#### El Cadastre napoleònic
En el Cadastre napoleònic del 1812, Baixàs apareix dividit en tres seccions: la dels Barrens, la dels Alous i la de la Plana. El poble de Baixàs és quasi al centre de la comuna. A la secció dels Barrens, que ocupa tota la meitat nord de la comuna, hi ha les partides de les Comes, el Crest Petit, la Coma d'en Flaçà, el Puig Domena, l'Home Mort, la Barrera, la Font de l'Alguera, el Turc Alt, el Camí de Calce, la Coma de l'Olla Alta, Cabrafiga, el Crest del Roc Rodon, la Cressa, Coma Pregona, el Fornàs, el Pla de la Vila, el Camí de les Comes, Amaga la Dona, Santa Caterina, amb l'ermita d'aquest nom i un molí de vent, el Serrat de la Pietat, Papalauca, el Camí Ral, les Espereres, la Clota, la Creueta, la Carrerada, el Pou d'en Gas, los Conills, el Camí de Pena, lo Quintot, lo Cabot, l'Esperança, la Bassa, el Camí d'Espirà, lo Ginestar, les Arenes, lo Cornet i los Forns.
La secció dels Alous, que ocupa el terç sud-est del terme comunal, conté les partides de los Manglaners, el Camí de Peirestortes, Torre Llunes, Vermassac, la Costa, l'Artiller, el Molí del Vent, la Ferme, lo Peiró, los Clots, los Alous, les Ribes dels Alous, les Guardioles, la Borda, el Camí de Bao, el Mas de la Garriga, amb el mas d'aquest nom, la Coma de la Mort, les Franqueses, el Gorg del Morter, lo Murterar, el Piló Roig, el Mas d'en Burgès, amb el Mas d'en Joan Valls, lo Clavell Baix, lo Clavell, el Camí de Vilanova, la Plana del Camí de Bao i el Sol a Graner.
Finalment, a la secció de la Plana hi ha les partides del Mas d'en Permí, amb el mas homònim, el Prat, lo Carner, la Coma de l'Olla, lo Sobiràs, la Fossa, l'Om, la Plana, el Mas d'en Jaume, amb el mas d'aquest nom, el Forn d'en Godina, les Ribes del Carner, les Comelles, el Turc, el Camí de Calce, l'Estanyol, la Gallina, el Camp del Rei i les Sitges.

## Transports i comunicacions

### Carreteres
Travessen el terme comunal de Baixàs quatre carreteres departamentals. D'una banda, la carretera D - 18 (D - 12, a Espirà de l'Aglí - D - 1, a Calce), que travessa el terme baixanenc des del nord-est fins al poble, i del sud del poble cap al nord-oest, enllaçant Baixàs amb Espirà de l'Aglí, cap al nord-est, en 4 quilòmetres, i, cap al nord-oest amb Calce, en 5. En el tram que travessa el nucli urbà de Baixàs, aquesta carretera comparteix traçat amb la B - 614.
La carretera departamental D - 18a, (Baixàs - Cases de Pena), que uneix aquestes dues poblacions en 5 quilòmetres.
La D - 45 (D - 614/D - 18, a Baixàs - D - 616, a Sant Esteve del Monestir), que des del punt rodó de quasi un quilòmetre al sud de Baixàs s'adreça cap al sud-est cap a Sant Esteve del Monestir. Enllaça aquestes dues poblacions en 6 quilòmetres.
Finalment, la D - 614 (D - 900, a Pià - D - 612, a Millars), que procedeix de Pià, a 8 quilòmetres, i passa per Ribesaltes (a 7), Paretstortes (a 4), en direcció nord-est, i Pesillà de la Ribera (a 8), Cornellà de la Ribera, (a 11), i Millars (a 15) cap a ponent.

### Transport públic col·lectiu
Baixàs està inclòs en la línia 10 de la Compagnie de Transports Perpignan Méditerranée, Salelles - Baixàs, que uneix aquesta darrera població amb Perpinyà (clíniques de Perpinyà) passant per Sant Esteve del Monestir, i acabant el seu recorregut a Salelles. Ofereix 11 serveis diaris sortint de Baixàs, i només 10 arribant-hi, de dilluns a dissabte. Diumenge i els dies festius aquesta línia estén el seu servei fins a Calce, i té 4 serveis diaris en cada direcció.

### Els camins del terme
Classifiquem els camins que solquen el terme de Baixàs en dues categories: els que enllacen Baixàs amb els pobles i termes veïns, i els interns del tema propi. Entre els primers hi ha el Camí de Baó, el Camí, o Camí Vell, de Calce, el Camí de Cornellà, el Camí de les Dones de Calce, el Camí de Pesillà, el Camí de Sant Esteve, el Camí d'Espirà, el Camí de Vilanova, o del Clavell, el Camí Ral, el Camí Vell de Baó a Calce, la Carrerada, la Carrerada de la Plana (nom en desús), la Carretera del Crest Petit, la Ruta de Calce, la Ruta de Paretstortes, la Ruta de Pena, la Ruta de Pesillà, la Travessa de Paretstortes i la Travessa de Pena. Els camins interns del terme baixanenc són nombrosos: Camí de la Barraca de la Bruixa, Camí de la Clota, Camí de la Costa, Camí de la Creueta, Camí de la Font de l'Aigüera, Camí de la Fossa, Camí de la Jaça, abans de les Fonts, Camí de la Mar, Camí de la Pedrera d'en Flaçà, Camí de la Plana, Camí del Clavell, Camí del Carner, Camí de les Arenes, Camí de les Comes, Camí de les Cotives, o dels Gorgs, el Camí de les Espereres, o de les Pedreres, Camí de les Franqueses, Camí de les Guardioles, Camí, abans Carrerada, del Fornàs, Camí del Mas de la Fam, Camí del Mas de la Granja, Camí de l'Om, Camí dels Clots, Camí, abans Carrerada, de Papalauca, Camí del Peiró, Camí de Santa Caterina, Camí de Santil, Camí de Torre Llunes, Camí de Vermassac, Camí de Vinya del Clavell Baix, Camí de Vinya del Murterar (dos de diferents), la Travessa de les Arenes i la Rocada.

## Activitats econòmiques
Baixàs està dedicat, gairebé del tot, al monocultiu de la vinya, la gran majoria destinada a vins de denominació d'origen. S'hi fa el renomenat moscat de Baixàs. Hi ha també una mica de presseguers i albercoquers, i tot just una mica d'horta, on es fan escaroles i enciams.
Hi ha dues cooperatives vinícoles, que produeixen un renomenat Moscat de Ribesaltes i vins de les denominacions d'origen Costes del Rosselló i Costes del Rosselló Pobles, pedreres de calcàries per a graves, una part de les quals molt apreciades per a asfalt de carreteres, i per a marbres, i un forn de calç. També hi ha fàbriques de maletes i bosses de viatges, i una gran unitat transformadora d'electricitat, situada en el sector sud-oest del terme, que subministra corrent elèctric a la major part de la Catalunya Nord. Depenent d'aquesta central, en el terme de Baixàs hi ha 6 dels 14 molins de vent generadors d'electricitat amb què compta el complex. La resta són en els veïns termes de Calce i Pesillà de la Ribera, llevat d'un dels de Baixàs, que està a cavall entre aquesta comuna i la de Vilanova de la Ribera.

## Història
A prop al nord-oest de Santa Caterina hi ha l'Avenc de la Dona es va trobar nombrós material calcolític, amb punyals de sílex, adreços, ceràmica campaniforme, etc. en un ossari datable vers 1800 anys abans de la nostra era.
El terme de Baixàs és documentat des del segle ix (843), amb diferents formes: Baxianum, Baxianos, Bexas o Bexans (aquestes dues del 988, i consta com a possessió de Lindoí, vescomte de Narbona, i de la seva muller Arsenda. D'aquests dos, passà a llurs fills Adelinda i Ramon, fins que el 925 Arsenda, ja vídua de Lindoí, i els seus fills Ramon i Benció, vengueren Baixàs a l'església d'Elna, en la persona del bisbe Guadall. Ja fins a la Revolució Francesa Baixàs continuà lligat al capítol de canonges de Santa Eulàlia d'Elna.
Al segle x, es té constància d'una vil·la gal·loromana (una granja fortificada al costat d'una església) dita Baissare. El 925 el poble era envoltat d'una petita fortificació i tenia una església romànica, dedicada a Sant Esteve.
Durant el segle xii l'església inicial va ser substituïda per una altra, de tipus romànic, sota el patrocini de Santa Maria. Fou reconstruïda al segle xiv i després ampliada els segles següents.
El 1672, se l'incorpora el retaule de l'altar major, de 17 metres d'alt, completament daurat amb or el 1698. És considerada la peça barroca més gran de l'art del Rosselló. Baixàs era la seu d'un dels cinc dignataris del capítol d'Elna, que tenien Palau e casa (castell i casa). Els altres quatre vivien a Bages de Rosselló, Elna, Salelles i Trullars.

## Demografia

### Demografia antiga
La població està expressada en nombre de focs (f) o d'habitants (h)
| Evolució demogràfica de Baixàs entre 1359 i 1790 | Evolució demogràfica de Baixàs entre 1359 i 1790 | Evolució demogràfica de Baixàs entre 1359 i 1790 | Evolució demogràfica de Baixàs entre 1359 i 1790 | Evolució demogràfica de Baixàs entre 1359 i 1790 | Evolució demogràfica de Baixàs entre 1359 i 1790 | Evolució demogràfica de Baixàs entre 1359 i 1790 | Evolució demogràfica de Baixàs entre 1359 i 1790 | Evolució demogràfica de Baixàs entre 1359 i 1790 | Evolució demogràfica de Baixàs entre 1359 i 1790 | Evolució demogràfica de Baixàs entre 1359 i 1790 | Evolució demogràfica de Baixàs entre 1359 i 1790 | Evolució demogràfica de Baixàs entre 1359 i 1790 | Evolució demogràfica de Baixàs entre 1359 i 1790 | Evolució demogràfica de Baixàs entre 1359 i 1790 |
| 1358                                             | 1365                                             | 1378                                             | 1470                                             | 1515                                             | 1553                                             | 1643                                             | 1709                                             | 1720                                             | 1730                                             | 1767                                             | 1774                                             | 1789                                             | 1790                                             |                                                  |
| ------------------------------------------------ | ------------------------------------------------ | ------------------------------------------------ | ------------------------------------------------ | ------------------------------------------------ | ------------------------------------------------ | ------------------------------------------------ | ------------------------------------------------ | ------------------------------------------------ | ------------------------------------------------ | ------------------------------------------------ | ------------------------------------------------ | ------------------------------------------------ | ------------------------------------------------ | ------------------------------------------------ |
| 48 f                                             | 68 f                                             | 25 f                                             | 16 f                                             | 32 f                                             | 20 f                                             | 12 f                                             | 66 f                                             | 94 f                                             | 111 f                                            | 612 h                                            | 520 h                                            | 135 f                                            | 708 h                                            |                                                  |

### Demografia contemporània
| Evolució de la població |       |       |       |       |       |       |       |       |
| 1793                    | 1800  | 1806  | 1821  | 1831  | 1836  | 1841  | 1846  | 1851  |
| 1.173                   | 1.337 | 1.534 | 1.761 | 1.840 | 1.959 | 1.978 | 2.052 | 2.132 |

| 1856  | 1861  | 1866  | 1872  | 1876  | 1881  | 1886  | 1891  | 1896  |
| ----- | ----- | ----- | ----- | ----- | ----- | ----- | ----- | ----- |
| 2.201 | 2.344 | 2.621 | 2.735 | 2.932 | 3.233 | 2.899 | 2.663 | 2.510 |

| 1901  | 1906  | 1911  | 1921  | 1926  | 1931  | 1936  | 1946  | 1954  |
| ----- | ----- | ----- | ----- | ----- | ----- | ----- | ----- | ----- |
| 2.600 | 2.556 | 2.524 | 2.236 | 1.918 | 1.876 | 1.847 | 1.766 | 1.753 |

| 1962  | 1968  | 1975  | 1982  | 1990  | 1999  | 2006  | 2008  | 2011  |
| ----- | ----- | ----- | ----- | ----- | ----- | ----- | ----- | ----- |
| 1.995 | 2.057 | 1.969 | 2.104 | 2.027 | 2.217 | 2.396 | 2.455 | 2.567 |

| 2013  |
| ----- |
| 2.579 |

Fonts: Ldh/EHESS/Cassini fins al 1999, després INSEE a partir deL 2004

### Evolució de la població

Població 1962-2008

## Administració i política

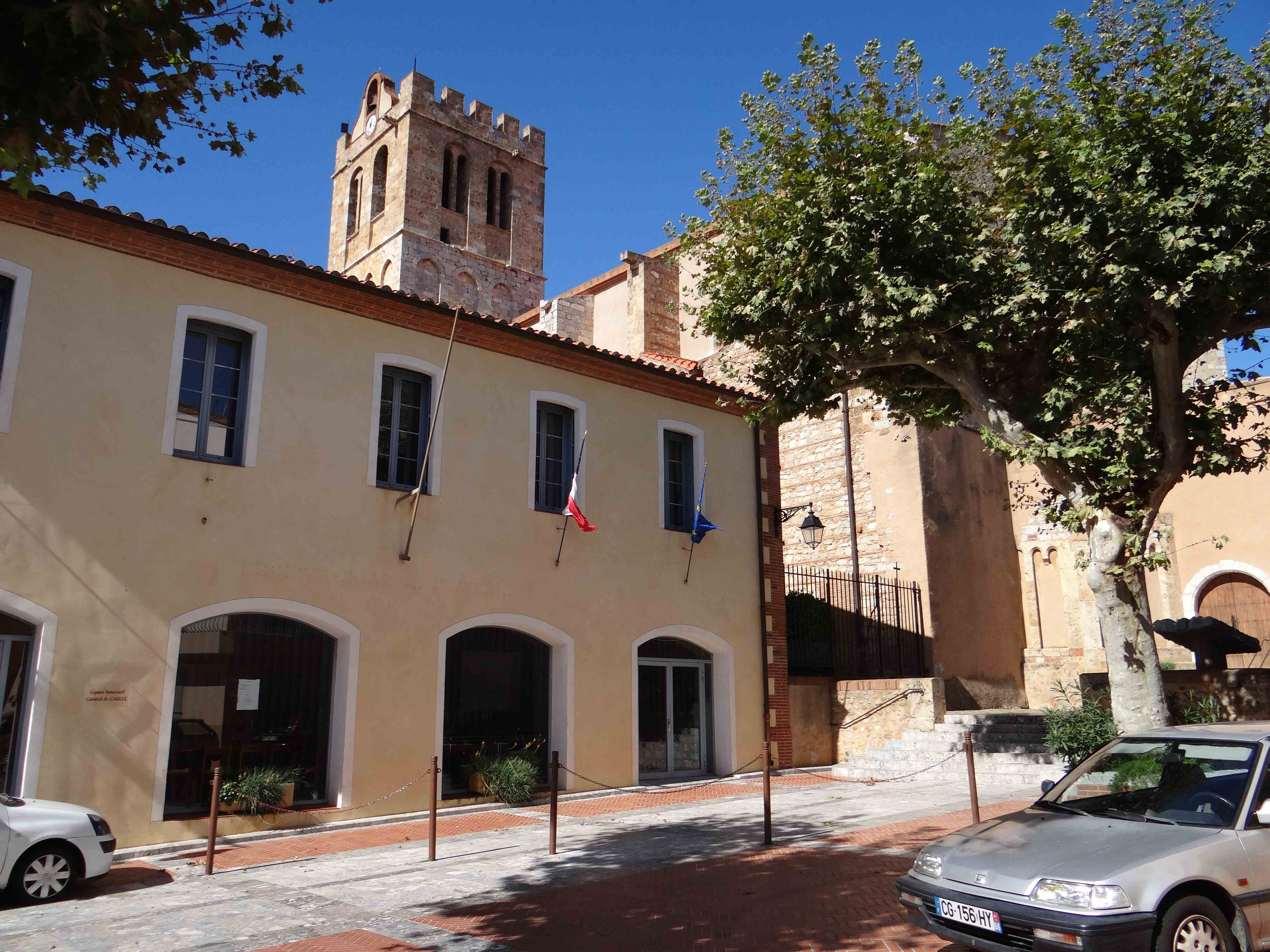
La Casa del Comú de Baixàs

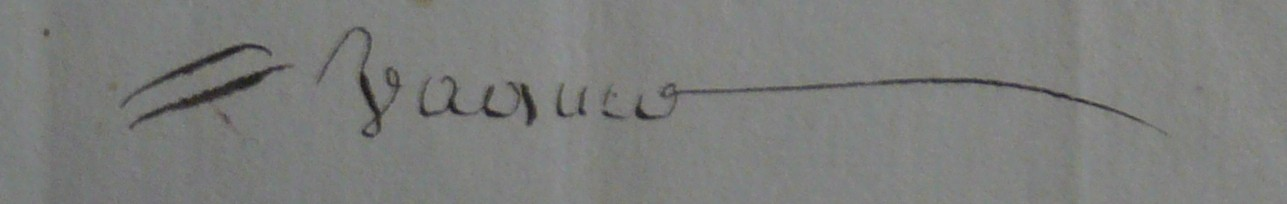
Signatura del alcalde Vaquer el 1815.

### Batlles[12]
| Període                       | Nom              | Opció política | Comentaris |
| ----------------------------- | ---------------- | -------------- | ---------- |
| ? - Juny de 1815              | Vaquer           |                |            |
| Juny de 1815 - ?              | Honoré Tarrieux  |                |            |
|                               |                  |                |            |
| 1896 - 1904                   | Désiré Bobo      |                |            |
| 1904 - 1919                   | Henri Thomas     |                |            |
| 1919 - 1925                   | Jules Bonzoms    |                |            |
| 1925 - 1944                   | Jacques Frigola  |                |            |
| 1944 - 1947                   | Robert Cantier   |                |            |
| 1947 - 1959                   | Georges Bobo     |                |            |
| 1959 - 1971                   | Servais Bobo     |                |            |
| 1971 - Març del 1995          | Robert Frigola   |                |            |
| Març del 1995 - Març del 2001 | Roger Torreilles |                |            |
| Març del 2001 - Moment actual | Gilles Foxonet   |                |            |

### Legislatura 2014 - 2020

#### Batlle
- Gilles Foxonet, encarregat de Finances, Personal comunal i Viticultura.

#### Adjunts al batlle[14]
- 1a: Marie Duchet, encarregada d'Afers socials i Sanitat
- 2n: Serge Depoues, encarregat de Seguretat, Circulació, Estacionament i Abastiment animal
- 3a: Jacqueline Bardetis Tarrius, encarregada d'Urbanisme, Patrimoni Històric, Estat Civil, Cementiri, Agermanaments i relació amb Catalunya
- 4t: Fabien Castano, encarregat de Via pública, Aigua, Sanejament, Hidràulica, Enllumenat públic, Esport i relacions amb les associacions esportives
- 5a: Emilie Benzaken Duviller, encarregada de Pressupost, Subvencions, Afers jurídics i Assegurances, Allotjament i Energies renovables
- 6è: Roger Bobo, encarregat de	Gestió i manteniment dels edificis comunals, Manteniment de camins rurals, Relacions am la caça, Gestió dels vehicles i del material comunal, Relació amb les pedreres-escola.

#### Consellers municipals
- Richard Xiol, encarregat de Neteja, recollida i tria selectiva i d'Espais verds
- Maryse Ribo Puy, encarregada de les Relacions amb les associacions de solidaritat i de Gent Gran i d'Accessibilitat i Disminuïts
- Stéphane Leclerc, encarregada de Comerç, Artesanat i Services. Responsable dels delegats de barri
- Valérie Corcoles Franco, encarregada de les escoles maternal i elemental
- Nicolas Puntunet, encarregat de Turisme, Cultura, Festes i Relacions amb les associacions culturals i d'esplai
- Stéphanie Respaut Vidal, encarregada de la Gent Gran, Accessibilitat i Disminuïts
- Maxime Grispan, encarregada d'Infància i Joventut
- Jean-Philippe Schemla, encarregat de Relacions públiques i comunicació
- Amandine Espoullier, encarregada de Desenvolupament Durable i Agenda 21
- Emilie Abad Sol, encarregada d'Infància i escoles maternal i elemental
- Julie Banet, encarregada d'Infància i Joventut
- Mélanie Ecoiffier, encarregada de Gestion del PCS i relacions amb els bombers
- Adrien Frigola, encarregat d'Economia i Empreses
- Richard Bazian, conseller municipal
- Yves Cecchinato, conseller municipal
- Martine Massine Sanchez, consellera municipal.

### Adscripció cantonal

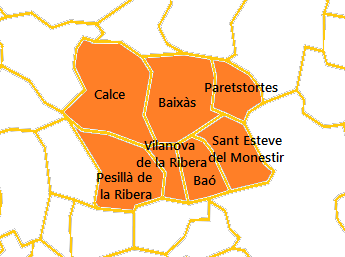
Mapa del Cantó del Riberal

A les eleccions cantonals del 2015 el poble de Baixàs ha estat inclòs al Cantó del Riberal, juntament amb Bao, Calce, Paretstortes, Pesillà de la Ribera i Vilanova de la Ribera, amb capitalitat al poble de Sant Esteve del Monestir (nou agrupament de comunes fruit de la reestructuració cantonal feta en saó de les eleccions cantonals i departamentals del 2015). Són consellers per aquest cantó Nathalie Piqué, adjunta al batlle de Pesillà de la Ribera, i Robert Vila, batlle de Sant Esteve del Monestir, tots dos de la Unió de Dreta.

## Ensenyament i Cultura
Baixàs disposa d'una escola maternal i d'una altra de primària o elemental, englobades en el mateix recinte escolar. Per als estudis de secundària, els baixanencs han d'anar als col·legis d'Espirà de l'Aglí, Perpinyà, Ribesaltes o Sant Esteve del Monestir, i per al batxillerat, als liceus de Perpinyà o Ribesaltes.
Una trentena d'associacions dinamitzen la vida associativa, cultural i esportiva de Baixàs. Aquestes associacions disposen de diversos espais comunals per a desenvolupar les seves activitats: l'Estadi Municipal Serge Torreilles per a la pràctica del rugbi i del futbol; pistes de tennis comunals; la Sala de'Esports Espai Elie Cazeblanque;per al Judo, la Musculació i l'esport de manteniment; la pista de bàsquet amb bolòdrom Jean Danoy;tres espais per a ús de les associacions: l'Espai Jordi Barre, l'Espai Catalunya i l'Espai General de Gaulle, a més de l'Espai Jordi del Castell dels Pins; l'edifici dels antics Banys i Dutxes, rehabilitat com a casa de proximitat per als serveis socials i Punt Jove; la Galeria del Celler Dom Brial, per a exposicions d'artistes locals, amb una exposició permanent de Léon Condoret; la Biblioteca Ludovic Massé, i els espais de passeig de la llar d'infants i del parc del Castell dels Pins.

### Esports
Baixàs té clubs de tennis, futbol i la Unió de rugbi. El Club Atlètic Baixas, fundat el 1920, es va fusionar amb el Club Sporting d'Espirà de l'Aglí el 1968 i va esdevenir l'ALC CSE. El 1985, l'IBC CES es va fusionar amb el COM Peyrestortes, i esdevingué el CSE ALC ASP.
- 1969: CSE ALC guanyà el seu primer campionat del comitè del Rosselló en la 3a ronda.
- 1981: CSE ALC fou campió de França de la 1a sèrie, derrotant en la final el Rillieux 16-11.
- 1990: CSE ALC fou campió de França de la 2a sèrie.
- 2010: CSE ALC ASP és el campió de França de la tercera ronda superant en la final el Bordeus ASPTT 21-16.

### Llocs i monuments
- Església de la Mare de Déu dels Àngels (segles XII-XIV), i el seu famós retaule barroc, un dels més notables del departament dels Pirineus Orientals.
- Les fortificacions del segle xiii i XIV (5 torres rodones i les 8 portes)
- El poble, amb els seus carrers estrets, tortuosos i petits, és gairebé intransitable per als cotxes. En destaquen les cases medievals.
- L'ermita de Santa Caterina

## Persones il·lustres
- Jean Justin Girbeau, sacerdot i bisbe de Nimes, nascut el 1870 a Baixàs
- Serge Torreilles, jugador de rugbi, nascut el 1931 a Baixàs